# Herpailurus yagouaroundi carcomitli
El yaguarundí de la costa del Golfo (Herpailurus yagouaroundi carcomitli) es una subespecie del yaguarundí, un mamífero carnívoro de la familia de los félidos,  que habita desde el sur de Texas en los Estados Unidos hasta el sur de Veracruz y San Luis Potosí en el este de México. Este felido luce como una comadreja alargada con un pelaje que puede ser negro, café rojizo o café con gris. Las variedades más oscuras tiende a verse en bosques o lugares cubiertos y las claras hacen lo contrario, prefiriendo áreas más abiertas.

## Hábitat
Se lo puede encontrar por todo el norte de México y el sur de los Estados Unidos, en grandes zonas de pastizales como el mezquital tamaulipeco, matorral tamaulipeco o las praderas de la costa oeste del Golfo. Prefiere regiones de vegetación densa y con fuentes hídricas de fácil disposición.

## Conservación
Recientemente, se ha sugerido por ambientalistas que el yaguarundí y mucha de la otra fauna del sur de Texas se verían gravemente amenazadas por la construcción de un muro a lo largo de segmentos de la frontera mexicano-estadounidense.